# نیو پورت، نیو ساوت ولز
نیو پورت (به انگلیسی: Newport) یک حومه شهر در استرالیا است که در نیو ساوت ولز واقع شده‌است.